# Elamena quoyi
Elamena quoyi is een krabbensoort uit de familie van de Hymenosomatidae. De wetenschappelijke naam van de soort is voor het eerst geldig gepubliceerd in 1853 door H. Milne Edwards.